# Шувакиш (посёлок)
Шува́киш — посёлок в составе муниципального образования «город Екатеринбург» Свердловской области, северо-западный пригород Екатеринбурга. Административно подчинён Железнодорожному району города.
Через посёлок проходит ветка Екатеринбург — Нижний Тагил Свердловской железной дороги. В центральной части посёлка находится железнодорожная станция Шувакиш, возле станции есть площадка для вертолётов.
Площадь поселка составляет 0,971 кв.км.

## География
Шувакиш находится в лесной местности к востоку от хребта Среднего Урала, среди холмистых увалов Верх-Исетского горного массива. Посёлок располагается северо-западнее границы города Екатеринбурга, в пяти километрах пути по трассе Екатеринбург — Нижний Тагил (Серовский тракт) и вплотную граничит с ним по курсу железной дороги. Юго-восточнее посёлка находится озеро Шувакиш, окружённое лесной чащей и болотами. По другую сторону от озера — Екатеринбург. Через посёлок проходит железнодорожная линия Екатеринбург — Нижний Тагил, к северо-западу от посёлка Екатеринбургская кольцевая автодорога.
Часовой пояс
Шувакиш, как и вся Свердловская область, находится в часовой зоне МСК+2. Смещение применяемого времени относительно UTC составляет +5:00.

## История
В 1705—1716 годах вблизи посёлка действовал Шувакишский железоделательный завод, построенный Ларионом Игнатьевым. В 1716 году завод прекратил существование из-за постоянных нападений башкир и истощения залежей железной руды. На сегодняшний день от него сохранились лишь основания домен и части плотин.
20 сентября 1933 года посёлок перешёл в административное подчинение Свердловска.
В 1977—1992 годах был известен как место нахождения крупнейшего в Советском Союзе вещевого рынка-барахолки, который в народе из-за колоссального скопления людей называли «Тучей». Рынок организовали с разрешения Свердловского обкома, руководимого в то время Б. Н. Ельциным.

## Население
| 2002 | 2009  | 2010  | 2021  |
| ---- | ----- | ----- | ----- |
| 753  | ↗1260 | ↘1067 | ↗1083 |

Структура
По данным переписи населения 2002 года, русские люди составляли 88 % от общего числа жителей Шувакиша, татары — 8 %. По данным переписи 2010 года, в посёлке проживали 545 мужчин и 522 женщины.

## Инфраструктура

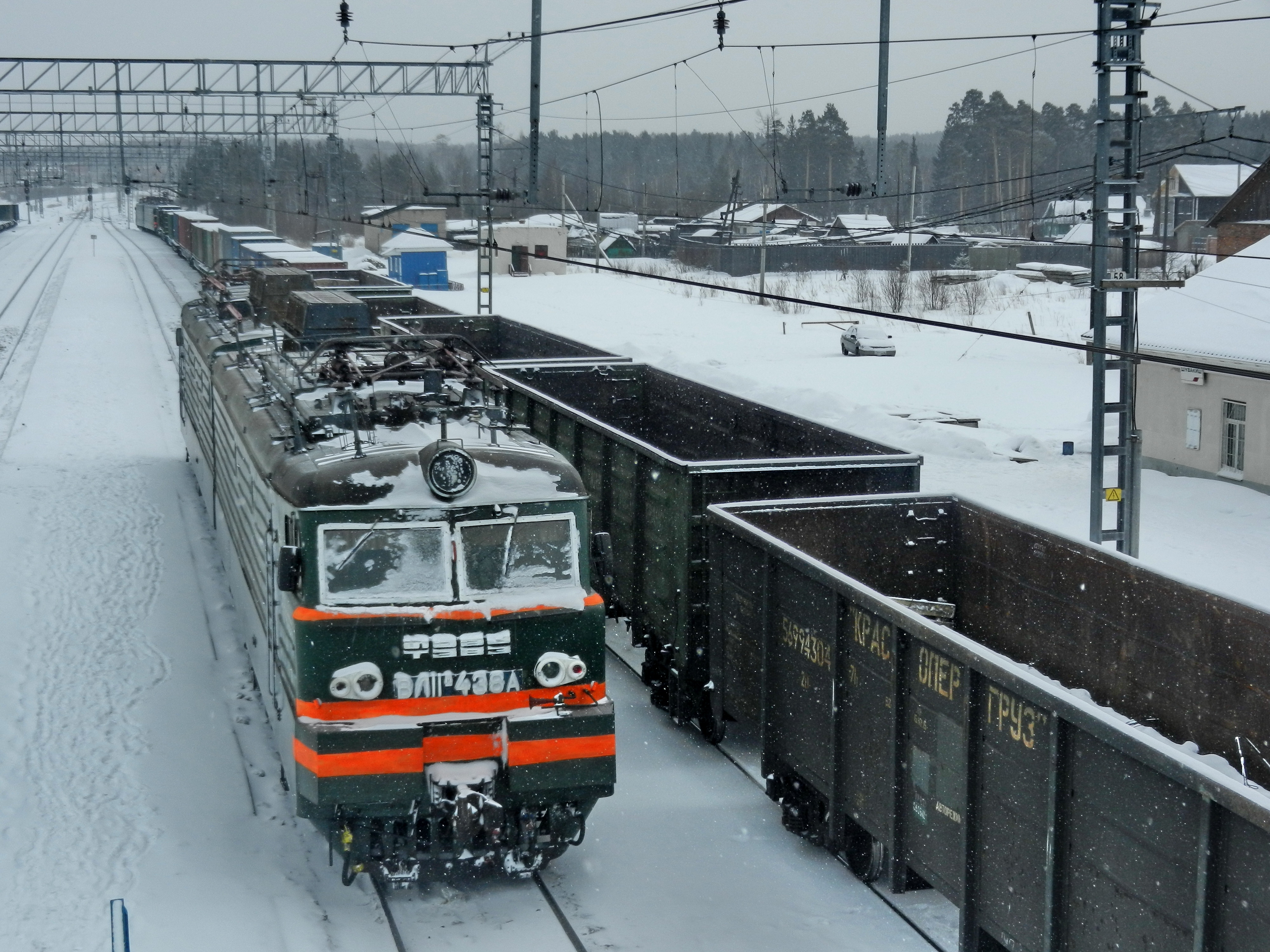
Железнодорожная станция Шувакиш

В Шувакише работают средняя школа, детский сад, фельдшерский пункт, опорный пункт полиции, почта, парикмахерская и несколько продуктовых и продуктово-хозяйственных магазинов, в том числе супермаркет «Светофор». Также в посёлке работают клубы, база отдыха и два конных клуба.
Добраться до посёлка можно на электропоезде до станции Шувакиш, на проходящем пригородном автобусе из Екатеринбурга либо на городском такси или личном транспорте.

## Промышленность
В Шувакише работают несколько производственных и складских компаний и строительных фирм. Также к северо-западу от станции находится депо-отстойник старых поездов, которые свозятся туда со всей Свердловской области.

## Достопримечательности

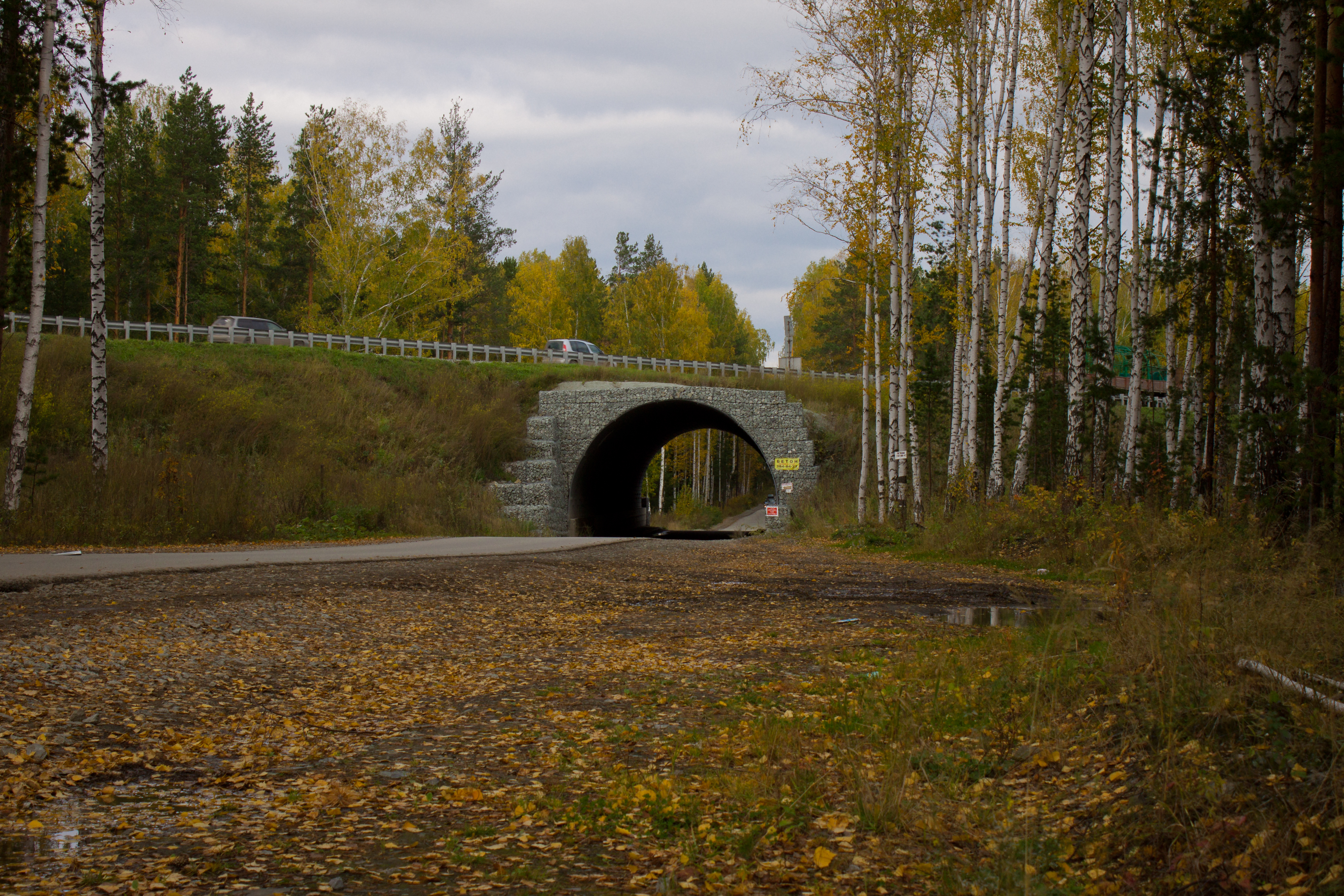
Дорога Шувакиш-Коптяки. Тоннель под ЕКАДом

Неподалёку от Шувакиша в урочище Ганина Яма находится известный Монастырь в честь Святых Царственных Страстотерпцев. В ночь с 16 на 17 июля 1918 года на это место после расстрела были вывезены и сброшены в шахту останки императора Николая II, его семьи и приближённых. Через посёлок проходит шоссе до монастыря и далее до деревни Коптяки.